# Alexei Schirow
Alexei Schirow (russisch Алексей Дмитриевич Широв; lettisch Aleksejs Širovs, englisch und spanisch Alexei Shirov; * 4. Juli 1972 in Riga) ist ein lettischer Schachspieler russischer Abstammung. Seit 1995 lebte er in Spanien und vertrat Spanien bis Dezember 2011 international; seit April 2018 ist er erneut für den spanischen Verband spielberechtigt.

## Schachliche Laufbahn
Den Titel eines Schachgroßmeisters errang Alexei Schirow im Jahre 1990, wobei er die für den Titel benötigten drei Normen innerhalb von nur neun Monaten erspielte; seine erste Norm im April 1989 bei einem Turnier in Frankreich, seine letzte im Januar 1990 als Vierter bei den „Gausdal Troll Masters“ (Norwegen). Mit 17 Jahren war er damals der fünftjüngste Großmeister überhaupt in der Schachgeschichte. 1990 in Santiago de Chile wurde er nach Wertung Zweiter hinter Ilya Gurevich bei der U20-Weltmeisterschaft.
1998 gewann er in Cazorla mit 5,5:3,5 einen Wettkampf gegen Wladimir Kramnik, den der im April des gleichen Jahres gegründete World Chess Council organisiert hatte. Dieser Sieg hätte ihn berechtigen sollen, gegen Garri Kasparow einen Titelkampf um den klassischen Weltmeistertitel zu spielen. Dieses Match kam aber nicht zustande, da Kasparow, der sich Schirow deutlich überlegen fühlte und ihn sogar als „Amateur“ bezeichnete, angeblich nicht in der Lage war, Sponsoren dafür zu interessieren. Stattdessen suchte er sich Wladimir Kramnik als Gegner aus, dem er überraschend unterlag. Danach war das Verhältnis zwischen Schirow und Kasparow sehr schlecht. Schirow kritisierte wiederholt öffentlich Kasparows Verhalten, Partien gegeneinander gingen ohne den üblichen Handschlag über die Bühne (erst 2005 beim letzten Aufeinandertreffen der beiden sollte Schirow Kasparow wieder die Hand reichen).
Im Jahre 2000 wurde Schirow Vizeweltmeister der FIDE. Im Finale in Teheran verlor er gegen Viswanathan Anand mit 0,5:3,5. Er gewann 2002 in Ayamonte die spanische Meisterschaft.
Im Mai 2007 nahm Schirow am Kandidatenturnier für die Schachweltmeisterschaft 2007 teil. In der ersten Runde konnte er Michael Adams nach Tiebreak ausschalten, scheiterte in der zweiten Runde jedoch mit 2,5:3,5 (+0 =5 −1) an Lewon Aronjan. In Chanty-Mansijsk verlor er am 16. Dezember 2007 das Finale des World Cups gegen Gata Kamsky mit 1,5:2,5. Er verfehlte somit nur knapp das Kandidatenfinale zur Schachweltmeisterschaft 2010, gewann aber immerhin als Zweitplatzierter 80.000 US-Dollar.
Er gilt als einer der weltbesten Taktiker. Eine 1996 erschienene Sammlung seiner Partien trägt den treffenden Titel Fire on board (Brett in Flammen). Seine Turnierergebnisse zeigen jedoch Formschwankungen. Im Mai 2009 gewann er das M-Tel Masters in Sofia ungeschlagen mit 6,5 Punkten aus 10 Partien, im Juni wurde er beim schwächer besetzten Turnier in Poikowski mit 2 Punkten aus 9 Partien Letzter. 2002 spielte er für die Weltauswahl beim Wettkampf Russland gegen den Rest der Welt und kam auf 7 Punkte aus 10 Partien – das beste Ergebnis aller Spieler und maßgeblich für den 52:48-Gesamtsieg der „Welt“.
Alexei Schirow befand sich lange Zeit auf Rang 4 der Weltrangliste.

## Nationalmannschaft
Schirow nahm an 13 Schacholympiaden teil: 1992 und 1994 für Lettland, 1996, 1998, 2000, 2004, 2006, 2008 und 2010 für Spanien, 2012, 2014 und 2016 erneut für Lettland sowie 2022 wiederum für Spanien. Außerdem vertrat er Lettland bei der Mannschaftsweltmeisterschaft 1993 und der Mannschaftseuropameisterschaft 2015 sowie Spanien bei den Mannschaftseuropameisterschaften 1999, 2001, 2003, 2007, 2009 und 2011. Bei der Mannschafts-EM 1999 erreichte er das beste Ergebnis am Spitzenbrett.

## Vereine

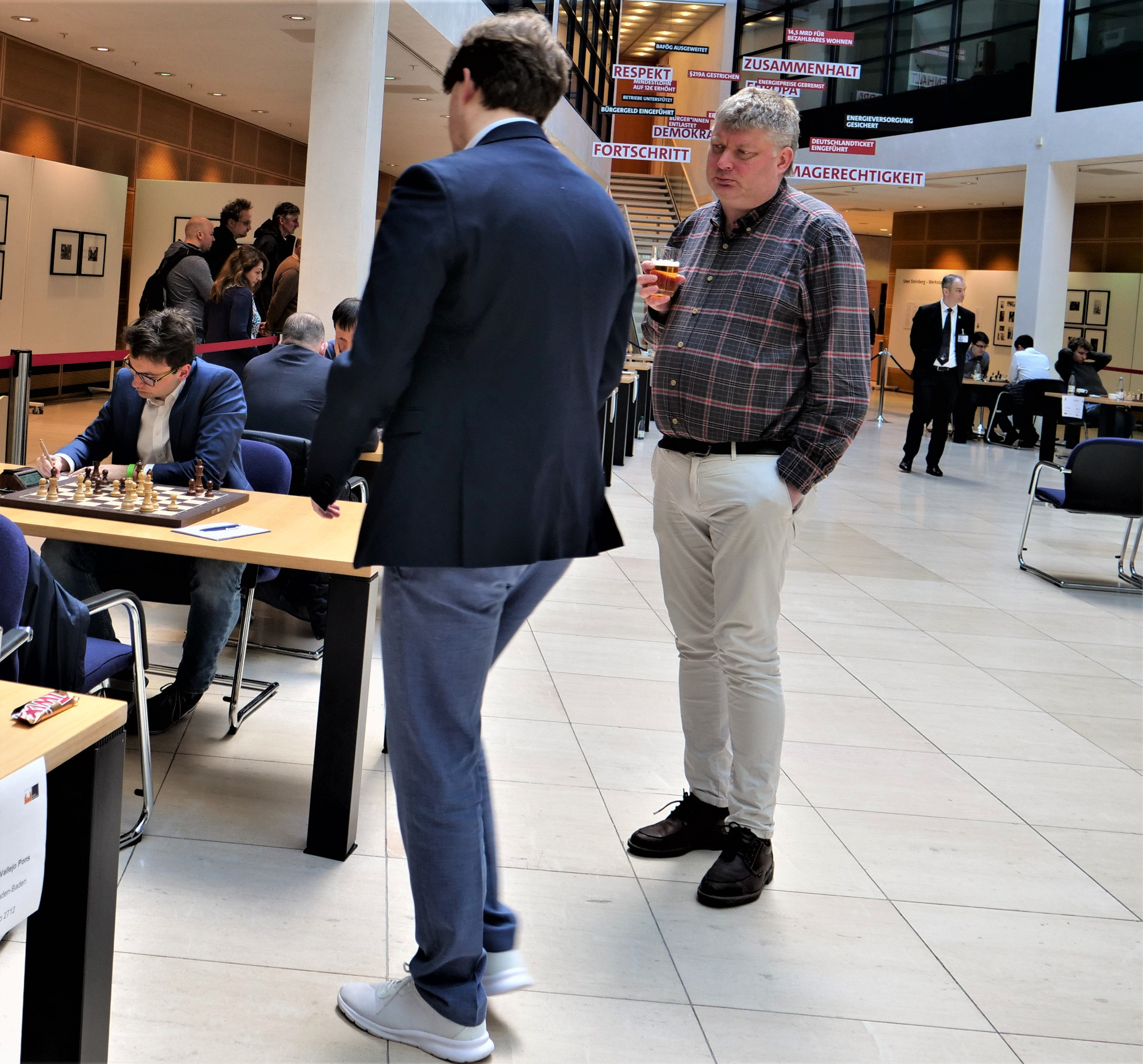
Alexei Schirow für die OSG Baden-Baden am 2. April 2023 im Berliner Willy-Brandt-Haus als Kiebitz neben der Partie zwischen Vincent Keymer und Roven Vogel

In der Schachbundesliga ist Schirow seit 1991 gemeldet, und zwar spielte er von 1991 bis 1993 für den Hamburger SK, mit dem er auch am European Club Cup 1993 teilnahm, von 1993 bis 1997 für den SV Empor Berlin, mit dem er zweimal am European Club Cup teilnahm, in der Saison 1997/98 für den Dresdner SC (bei dem er auch in der Saison 1998/99 gemeldet war, aber ohne Einsatz blieb), von 1999 bis 2003 für den Lübecker Schachverein von 1873, mit dem er 2001, 2002 und 2003 Meister wurde, seit 2003 spielt er für die OSG Baden-Baden, mit der er 2006, 2007, 2008, 2009, 2010, 2011, 2012, 2013, 2014, 2015, 2017, 2018 und 2019 deutscher Mannschaftsmeister wurde und 2011 am European Club Cup teilnahm. Seine Gewinnpartie gegen Łukasz Cyborowski wurde zur besten der Saison 2008/09 gewählt. In der Saison 2010/11 gewann er diese Auszeichnung erneut, für seinen Sieg gegen David Baramidze.
Die britische Four Nations Chess League gewann Schirow 2005 und 2006 mit der Mannschaft von Wood Green, für die er auch in der Saison 2012/13 spielte, die ungarische Mannschaftsmeisterschaft 2009, 2012 und 2018 mit Aquaprofit NTSK und die französische Mannschaftsmeisterschaft 2002 mit C.E.M.C. Monaco. Von 2003 bis 2005 spielte er in Frankreich für die Association Cannes-Echecs.
In Bosnien und Herzegowina spielte Schirow von 2002 bis 2004 für den ŠK Bosna Sarajevo, mit dem er in allen drei Jahren bosnischer Mannschaftsmeister wurde und außerdem 2002 den European Club Cup gewann. In der tschechischen Extraliga spielte er in der Saison 1999/2000 für den ŠK DP Holdia Prag, seit 2012 spielt er für den 1. Novoborský ŠK, mit dem er 2013, 2014, 2015, 2016, 2017 und 2018 tschechischer Mannschaftsmeister wurde sowie am European Club Cup 2016 teilnahm. In der russischen Mannschaftsmeisterschaft spielte Schirow von 2006 bis 2009 für die Mannschaft von Ural Jekaterinburg, mit der er 2006 und 2008 Meister wurde, 2012 für Jugra Chanty-Mansijsk, seit 2013 spielt er für Malachit Oblast Swerdlowsk, mit dem er 2014 Meister wurde. Mit diesen Vereinen nahm er auch am European Club Cup teil und gewann diesen 2008 mit Ural Jekaterinburg. Weitere Vereine, die er beim European Club Cup vertrat, sind Polonia Warschau, SOCAR Baku und die Schachgesellschaft Zürich.
In der spanischen Mannschaftsmeisterschaft spielte Schirow 1998 für den Meister CA Epic-Barcino Terrassa, 2000 für den Meister CA Palm Oasis Maspalomas, 2001 für den Meister CA Tiendas UPI Mancha Real, von 2006 bis 2010 für die Mannschaft von CA Linex-Magic Mérida, mit der er 2006, 2007 und 2009 den Titel gewann, sowie 2011 für den Meister Gros XT, 2018 für Solvay und 2020 für den Meister Silla-Bosch Serinsys. In der österreichischen Bundesliga spielte Schirow in der Saison 2016/17 für den SK Sparkasse Jenbach, in der schwedischen Elitserien in der Saison 2018/19 für den Stockholmer Verein Wasa SK.

## Privates
1994 heiratete er die Argentinierin Verónica Álvarez. Von 2001 bis 2008 war er mit der litauischen Schachspielerin Viktorija Čmilytė (seinerzeit IM, später GM) verheiratet. Kurz vor dem Turnier von Bilbao 2010 heiratete er die russische, seit 2014 für Lettland spielende, Schachspielerin WIM Olga Dolgowa. Die beiden ließen sich 2014 scheiden. 2018 heiratete er Anastasia Travkina. Insgesamt hat er 5 Kinder.

## Positionen aus seinen Schachpartien
|   | a | b | c | d | e | f | g | h |   |
| 8 |   |   |   |   |   |   |   |   | 8 |
| 7 |   |   |   |   |   |   |   |   | 7 |
| 6 |   |   |   |   |   |   |   |   | 6 |
| 5 |   |   |   |   |   |   |   |   | 5 |
| 4 |   |   |   |   |   |   |   |   | 4 |
| 3 |   |   |   |   |   |   |   |   | 3 |
| 2 |   |   |   |   |   |   |   |   | 2 |
| 1 |   |   |   |   |   |   |   |   | 1 |
|   | a | b | c | d | e | f | g | h |   |

Diagramm 1: Schwarz am Zug
Im Turnier von Linares 1998 spielte er gegen Wesselin Topalow einen Zug, der bei einer Umfrage des British Chess Magazine zum spektakulärsten aller Zeiten gewählt wurde:
Schwarz am Zug verfügt über zwei Bauern mehr, aber wegen der ungleichfarbigen Läufer ist der Gewinn nicht trivial. Zum Beispiel endet die Partie nach dem naheliegenden Zug 47. … Lf5–e4 remis, da nach 48. g2–g3 Ke6–f5 49. Kg1–f2 der weiße König auf dem Feld e3 eine ideale Blockadestellung erreicht. (Diagramm 1) Schirow spielte daher den auf den ersten Blick absurd erscheinenden Zug 47. … Lf5–h3!!. Durch dieses Läuferopfer erreicht der schwarze König das Feld e4 und die Freibauern entscheiden. Es folgte 48. g2xh3 (auch die Ablehnung des Opfers rettet Weiß nicht) Ke6–f5 49. Kg1–f2 Kf5–e4 50. Lc3xf6 d5–d4 51. Lf6–e7 Ke4–d3 52. Le7–c5 Kd3–c4 53. Lc5–e7 Kc4–b3 und Topalow gab auf.
|   | a | b | c | d | e | f | g | h |   |
| 8 |   |   |   |   |   |   |   |   | 8 |
| 7 |   |   |   |   |   |   |   |   | 7 |
| 6 |   |   |   |   |   |   |   |   | 6 |
| 5 |   |   |   |   |   |   |   |   | 5 |
| 4 |   |   |   |   |   |   |   |   | 4 |
| 3 |   |   |   |   |   |   |   |   | 3 |
| 2 |   |   |   |   |   |   |   |   | 2 |
| 1 |   |   |   |   |   |   |   |   | 1 |
|   | a | b | c | d | e | f | g | h |   |

Diagramm 2: Schwarz am Zug
Eine gewagte Kombination spielte Schirow gegen den Weltmeister der Jahre 2000–2007, Wladimir Kramnik, in Linares 1994. Schirow hatte Schwarz und opferte schon früh einen Läufer und bot in der kritischen Diagrammstellung (Diagramm 2) noch einen ganzen Turm an: Er zog 31. … Te8–e4!?, was er als einzige Chance für Schwarz bezeichnete. Der Turm kann vom Bauern f3 oder dem Springer c3 geschlagen werden, was komplizierte Verwicklungen nach sich zöge. Kramnik entschied sich jedoch für 32. Sc3xd5, um am Damenflügel Gegenspiel zu bekommen. Nach 32. … c6xd5 33. c5–c6 Te4xf4 (Tf6xc6? verliert nach 34. fxe4 fxe4 35. Td3–h3) 34. c6xb7 Tf4–e4 35. Ta1–c1 Kg8–h7 war die Stellung zwar objektiv für den Anziehenden gewonnen, Weiß verlor jedoch nach einigen Fehlern die Partie im 43. Zug. Nachträgliche Analysen ergaben, dass Weiß auch nach 32. Sc3–e2! das bessere Spiel erhalten hätte. Schirow wollte darauf 32. … Sg4–e3+ 33. Td3xe3 Tf6–g6 34. Se2–g3 Te4xe3 35. Dd2xe3 Dh2xg3 spielen, in dieser Variante steht Weiß jedoch auf Gewinn. Auch 32. f3xe4 f5xe4 33. Lg2–f3! war möglich, um durch Figurentausch und Rückgabe des Mehrmaterials die Stellung zu vereinfachen. Die Folgen der vielzügigen Abspiele waren aber bei begrenzter Bedenkzeit am Schachbrett schwer zu berechnen.

## Werke
- Fire on Board, Shirov’s Best Games. Everyman Publishers, 1996, ISBN 1-85744-150-8.
- Fire on Board, Part 2: 1997–2004. Everyman Chess, 2005, ISBN 1-85744-382-9.

Für ChessBase produzierte er zahlreiche Lehrvideos auf DVD.